# ارین هیز
الکساندرا ارین هیز (موسوم به کارتر; متولد ۲۵ مه ۱۹۷۶) بازیگر آمریکایی و کمدین است. او برای نقش دکتر لولا اسپرات در ادالت سویم و مجموعه بیمارستان کودکان شناخته شده است. او همچنین به ایفای نقش در تعدادی از مجموعه‌های کمدی موقعیت از جمله نقش آلیسون در برنده (۲۰۰۷)، ملانی کلیتون در بدترین هفته (۲۰۰۸-۲۰۰۹) و شیلا در رفقا با بچه ها (۲۰۱۲-۲۰۱۳) پرداخته است.او در فیلم هالی خوابید بازی کرده است.